# Sørhorsfjord
Sørhorsfjord est une localité du comté de Nordland, en Norvège.

## Géographie
Administrativement, Sørhorsfjord fait partie de la kommune de Bindal.